# Ласкар (вулкан)
Ласкар (исп. Láscar) — вулкан на севере Чили, в области Антофагаста (провинция Эль-Лоа). Находится в 30 км к востоку от пустыни Атакамы и в 5 км к западу от вулкана Агуас-Кальентес (более высокого и старого). Самый активный вулкан на севере чилийских Анд.
Ласкар — андезито-дацитовый стратовулкан с 6 перекрывающимися кратерами. Имеет два основных центра активности. Первым образовался восточный, потом активность сместилась на запад, но позже вернулась на восток; сейчас активна восточная часть вулкана.
Самое крупное известное извержение произошло около 26 500 лет назад, а самое крупное историческое извержение — в 1993 году. Последнее извержение началось в апреле 2013 года.